# Église Notre-Dame-de-Bonne-Espérance de Fort Good Hope
L'église Notre-Dame-de-Bonne-Espérance (anglais : Church of Our Lady of Good Hope) est une église catholique située à Fort Good Hope aux Territoires du Nord-Ouest (Canada) construite en 1885. Elle a été désignée lieu historique national en 1977.

## Histoire
L'église a été construite entre 1865 et 1885 par les oblats de Marie-Immaculée. La décoration intérieure a été conçue et en partie réalisé par le Émile Petitot, ethnologue, linguiste et géographe réputé du Nord-Ouest du Canada, qui a résidé à Fort Good Hope entre 1864 et 1878. l'église a été désignée lieu historique national le 6 juin 1977 par la commission des lieux et monuments historiques du Canada.

## Description

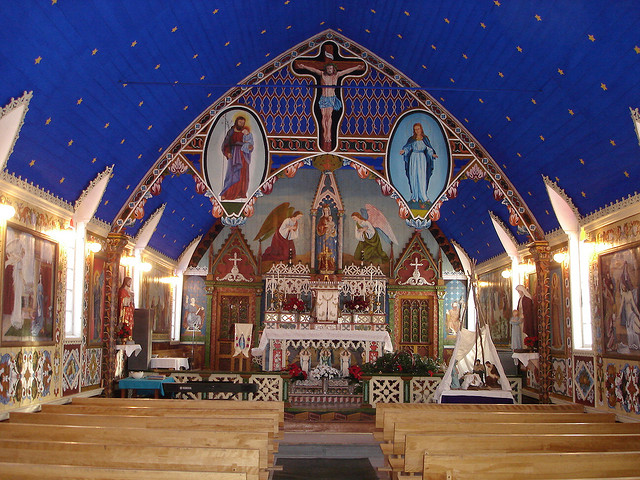
Décoration intérieur de l'église Notre-Dame-de-Bonne-Espérance.

L'église Notre-Dame-de-Bonne-Espérance à une dimension de 6,1 m par 13,7 m. Elle a un plan rectangulaire avec un clocher situé au-dessus de l'entrée principale. Elle est construite selon la technique du pièce-sur-pièce à coulisse qui est recouvert de planches à clins. Le toit, qui est en bardeau de bois, est disposé avec un pignon latéral à l'avant et à quatre-versent à l'arrière. Les fenêtres sont en arc en tiers-point elle a une rosace chantournée au-dessus de l'entrée principale.  Elle a été construite dans un style néo-gothique, courante pour les missions.
La décoration intérieure y est particulièrement remarquable. Le père Émile Petitot, ethnologue, linguiste et géographe réputé du Nord-Ouest du Canada, est l'auteur d'une partie de la décoration.